# Sofija Novoselić
Sofija Novoselić (Zagreb, 18 januari 1990) is een Kroatische voormalig alpineskiester. Ze nam tweemaal deel aan de Olympische Winterspelen, maar behaalde geen medaille. 

## Carrière
Novoselićs meest aansprekende prestatie leverde ze als tiener. Bij het Europees Olympisch Jeugdfestival in het Spaanse Jaca in 2007, won ze een bronzen medaille op de reuzenslalom. Op de slalom werd ze vierde.
Novoselić won 21 wedstrijden bij de senioren, maar kon op het hoogste niveau niet imponeren. In de wereldbeker was haar beste prestatie, en enige uitslag in een finale, de vijfentwintigste plek die ze in januari 2011 boekte in haar geboorteplaats Zagreb. Ze startte bij vier reuzenslaloms en dertig slaloms, tussen november 2006 in Levi en februari 2014 in Kranjska Gora. Daarbij viel ze dertien keer uit in de eerste ronde en kwalificeerde ze zich twintig keer niet voor de finale met de beste dertig atletes.
Ook bij kampioenschappen eindigde ze in de achterhoede. Op de Olympische Winterspelen 2010 in Vancouver nam ze deel aan de slalom waar ze 39e eindigde. Vier jaar later viel ze in Sotsji uit bij de slalom en reuzenslalom. Vanaf het najaar van 2014 kwam ze alleen uit op wedstrijden in de Verenigde Staten.

## Resultaten

### Wereldkampioenschappen
| Jaar | Plaats                 | Resultaten                   |
| ---- | ---------------------- | ---------------------------- |
| 2007 | Åre                    | 27e Slalom DNF2 Reuzenslalom |
| 2009 | Val d'Isère            | 33e Slalom DSQ1 Reuzenslalom |
| 2011 | Garmisch-Partenkirchen | 28e Slalom 43e Reuzenslalom  |
| 2013 | Schladming             | 38e Slalom                   |
| 2015 | Vail/Beaver Creek      | 33e Slalom                   |

### Olympische Spelen
| Jaar | Plaats    | Resultaten                    |
| ---- | --------- | ----------------------------- |
| 2010 | Vancouver | 39e Slalom                    |
| 2014 | Sotsji    | DNF1 Slalom DNF2 Reuzenslalom |

### Wereldbeker

#### Eindklasseringen
| Seizoen   | Algm | SL  |
| --------- | ---- | --- |
| 2010/2011 | 121e | 57e |